# (17251) Vondracek
(17251) Vondracek est un astéroïde de la ceinture principale.

## Description
(17251) Vondracek est un astéroïde de la ceinture principale. Il fut découvert le 7 avril 2000 à Socorro (Nouveau-Mexique) par le projet LINEAR. Il présente une orbite caractérisée par un demi-grand axe de 2,29 UA, une excentricité de 0,17 et une inclinaison de 7,1° par rapport à l'écliptique.
NEOWISE a permis d'estimer son diamètre à 5,203 ± 0,026 km et son albédo à 0,237 ± 0,028.
Sa période de rotation est de 3,779 8 ± 0,000 3 heures et il a une forme presque sphéroïdale

## Satellite
Des observations effectuées entre le 12 avril et le 15 juin 2024 par V. Benishek (Observatoire astronomique de Belgrade, P. Pravec (Observatoire d'Ondřejov), R. Durkee (Shed of Science South Observatory, Pontotoc, TX, USA), D. Augustin (Anglet, France) et J. Oey (Blue Mountains Observatory, Leura, NSW, Australia) montrent que (17251) Vondracek est un système binaire avec une période orbitale de 16,42 ± 0,01 heures.
Les occultations et éclipses mutuelles entre (17251) Vondracek et son satellite montrent que ce dernier à un diamètre moyen égal à au moins 28 % de celui du premier, donc au moins 1,45 kilomètre.

## Compléments